# Représentations diplomatiques de la Macédoine du Nord

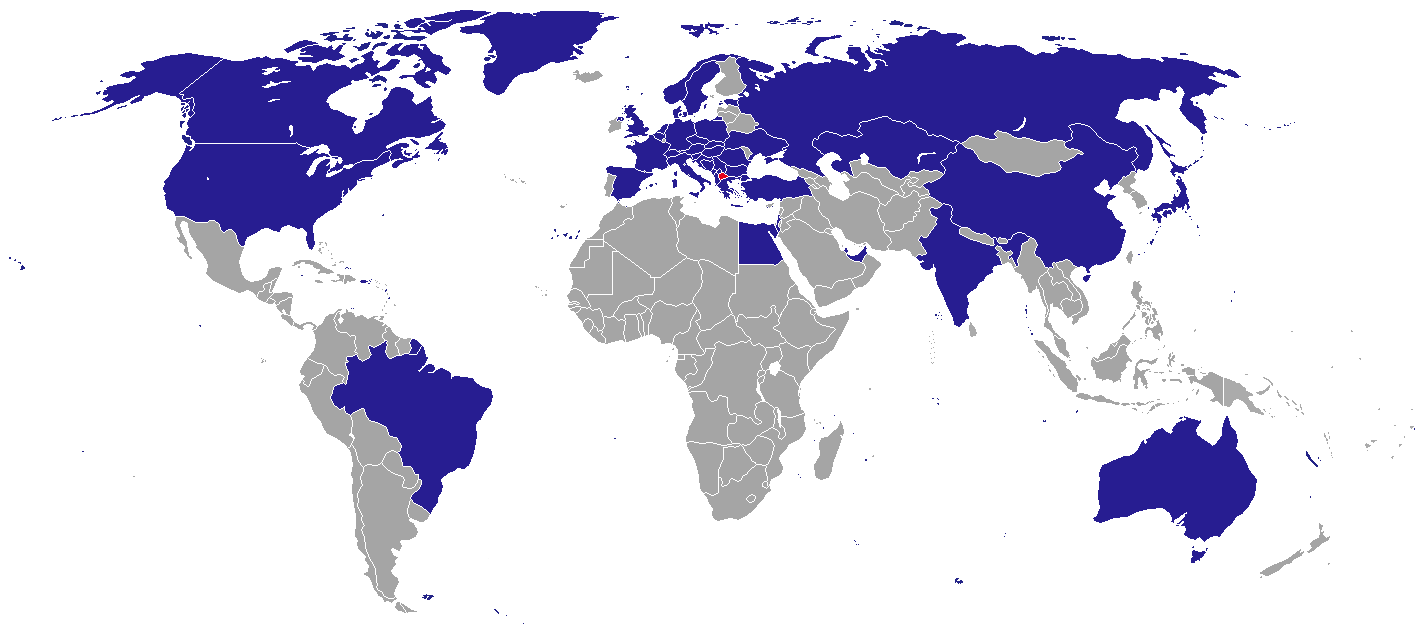
Missions diplomatiques de la Macédoine du Nord.

Voici les représentations diplomatiques de la Macédoine du Nord à l'étranger :

## Liste des représentations diplomatiques de la Macédoine du Nord à l'étranger

### Afrique
| Pays    | Ambassade    | Consulats (les consulats généraux sont signalés par C.Gal) |
| ------- | ------------ | ---------------------------------------------------------- |
| Égypte  | Le Caire     |                                                            |
| Gabon   |              | • Libreville                                               |
| Maroc   | Voir France  |                                                            |
| Nigeria | Voir Hongrie |                                                            |

### Amérique
| Pays       | Ambassade                                   | Consulats (les consulats généraux sont signalés par C.Gal)                             |
| ---------- | ------------------------------------------- | -------------------------------------------------------------------------------------- |
| Argentine  | Voir Espagne                                |                                                                                        |
| Brésil     | Brasilia                                    | • Rio de Janeiro                                                                       |
| Canada     | Ottawa                                      | • Mississauga • Toronto (C.Gal)                                                        |
| Cuba       | Voir ambassadeur auprès de l'ONU à New York |                                                                                        |
| États-Unis | Washington D.C.                             | • Chicago (C.Gal) • Clifton • Détroit (C.Gal) • New York (C.Gal) • Miami • Minneapolis |
| Mexique    | Voir États-Unis                             |                                                                                        |
| Pérou      |                                             | • Lima                                                                                 |

### Asie
| Pays                | Ambassade             | Consulats (les consulats généraux sont signalés par C.Gal) |
| ------------------- | --------------------- | ---------------------------------------------------------- |
| Arabie saoudite     | En résidence à Skopje |                                                            |
| Chine               | Pékin                 | • Hong Kong                                                |
| Corée du Nord       | Voir Chine            |                                                            |
| Émirats arabes unis | Abou Dabi             |                                                            |
| Inde                | New Delhi             | • Calcutta • Chennai                                       |
| Indonésie           | Voir Inde             | • Jakarta                                                  |
| Iran                | Voir Turquie          |                                                            |
| Israël              | Tel Aviv              | • Tel Aviv                                                 |
| Japon               | Tokyo                 | • Tokyo                                                    |
| Jordanie            |                       | • Amman                                                    |
| Kazakhstan          | Astana                | • Almaty                                                   |
| Kirghizistan        | Voir Turquie          |                                                            |
| Koweït              | En résidence à Skopje |                                                            |
| Malaisie            | Voir Inde             |                                                            |
| Mongolie            | Voir Chine            |                                                            |
| Népal               | Voir Inde             |                                                            |
| Ouzbékistan         | Voir Turquie          |                                                            |
| Pakistan            |                       | • Islamabad • Karachi                                      |
| Qatar               | Doha                  |                                                            |
| Singapour           | Voir Inde             |                                                            |
| Sri Lanka           | Voir Inde             |                                                            |
| Syrie               |                       | • Damas                                                    |
| Thaïlande           | Voir Chine            |                                                            |
| Viêt Nam            | Voir Chine            |                                                            |

### Europe
| Pays               | Ambassade        | Consulats (les consulats généraux sont signalés par C.Gal)                                                        |
| ------------------ | ---------------- | --- |
| Albanie            | Tirana           | |
| Allemagne          | Berlin           | • Bonn (C.Gal) • Dresde • Düsseldorf • Hambourg • Mayence • Munich (C.Gal) • Nuremberg                            |
| Andorre            | Voir Espagne     | |
| Autriche           | Vienne           | • Innsbruck • Sankt Pölten                                                                                        |
| Azerbaïdjan        |                  | • Bakou |
| Belgique           | Bruxelles        | • Anvers • Eupen                                                                                                  |
| Biélorussie        |                  | • Minsk |
| Bosnie-Herzégovine | Sarajevo         | |
| Bulgarie           | Sofia            | |
| Croatie            | Zagreb           | • Rijeka • Zadar                                                                                                  |
| Danemark           | Copenhague       | |
| Espagne            | Madrid           | • Madrid • Valence                                                                                                |
| Estonie            | Tallinn          | • Tartu |
| France             | Paris            | • Marseille |
| Finlande           | Voir Suède       | • Helsinki |
| Grèce              | Athènes          | • Thessalonique (C.Gal)                                                                                           |
| Hongrie            | Budapest         | |
| Irlande            | Voir Royaume-Uni | • Dublin |
| Islande            | Voir Royaume-Uni | • Reykjavik |
| Italie             | Rome             | • Bari • Milan • Venise (C.Gal)                                                                                   |
| Kosovo             | Pristina         | |
| Lettonie           | Voir Pologne     | |
| Liechtenstein      | Voir Suisse      | • Vaduz |
| Lituanie           | Voir Pologne     | |
| Luxembourg         | Voir Belgique    | |
| Malte              | Voir Italie      | |
| Moldavie           | Voir Roumanie    | |
| Monaco             |                  | • Monaco |
| Monténégro         | Podgorica        | |
| Norvège            | Oslo             | • Molde |
| Pays-Bas           | La Haye          | • Berg en Dal • Dongen                                                                                            |
| Pologne            | Varsovie         | |
| Portugal           | Voir France      | • Lisbonne |
| Roumanie           | Bucarest         | • Ploiești • Timișoara                                                                                            |
| Royaume-Uni        | Londres          | |
| Russie             | Moscou           | • Saint-Pétersbourg                                                                                               |
| Serbie             | Belgrade         | |
| Slovaquie          | Bratislava       | |
| Slovénie           | Ljubljana        | • Murska Sobota                                                                                                   |
| Suède              | Stockholm        | • Göteborg |
| Suisse             | Berne            | |
| Tchéquie           | Prague           | |
| Turquie            | Ankara           | • Aydın • Antalya • Edirne • Eskişehir • Gaziantep • Istanbul (C.Gal) • Izmir • Izmit • Konya • Malatya • Trabzon |
| Ukraine            | Kiev             | |
| Vatican            | Rome             | |

### Océanie
| Pays             | Ambassade      | Consulats (les consulats généraux sont signalés par C.Gal) |
| ---------------- | -------------- | ---------------------------------------------------------- |
| Australie        | Canberra       | • Melbourne (C.Gal) • Perth • Sydney                       |
| Nouvelle-Zélande | Voir Australie |                                                            |

## Liste des représentations permanentes de la Macédoine du Nord
| Organisation                                                              | Ville      | Type de représentation |
| ------------------------------------------------------------------------- | ---------- | ---------------------- |
| Union européenne                                                          | Bruxelles  | Ambassadeur            |
| Conseil de l'Europe                                                       | Strasbourg | Représentant permanent |
| Organisation des Nations unies pour l'alimentation et l'agriculture       | Rome       | Représentant permanent |
| Organisation des Nations unies                                            | New York   | Représentant permanent |
| Office des Nations Unies à Genève                                         | Genève     | Représentant permanent |
| Office des Nations Unies à Vienne                                         | Vienne     | Représentant permanent |
| Organisation pour la sécurité et la coopération en Europe                 | Vienne     | Représentant permanent |
| Organisation des Nations unies pour l'éducation, la science et la culture | Paris      | Délégué permanent      |
| Organisation du traité de l'Atlantique nord                               | Bruxelles  | Ambassadeur            |

## Galerie

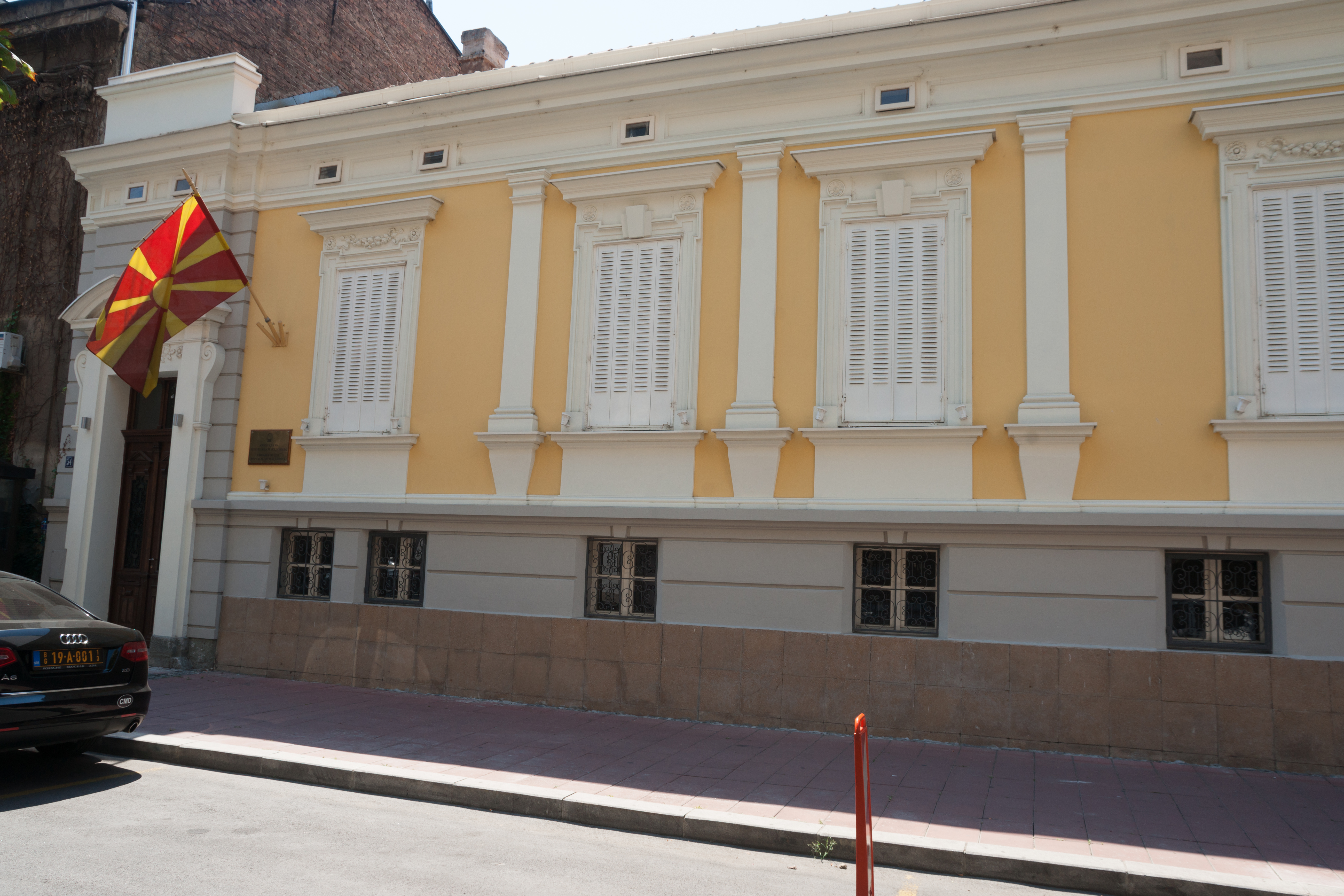
Ambassade à Belgrade.
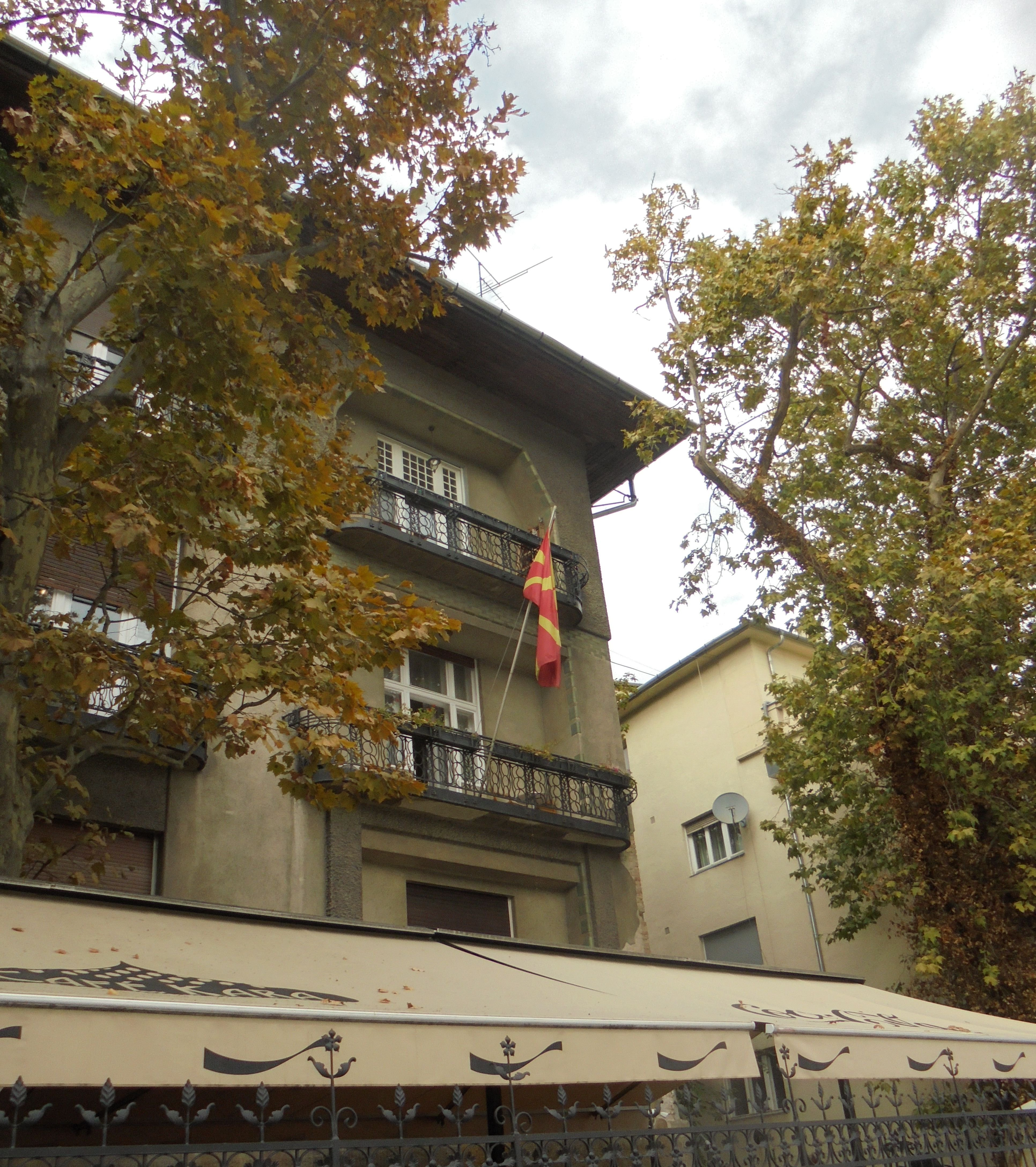
Ambassade à Budapest.
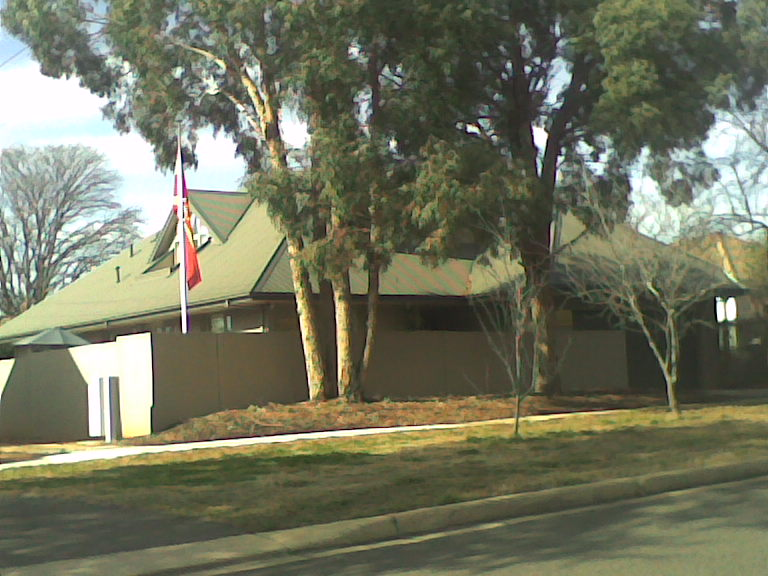
Ambassade à Canberra.
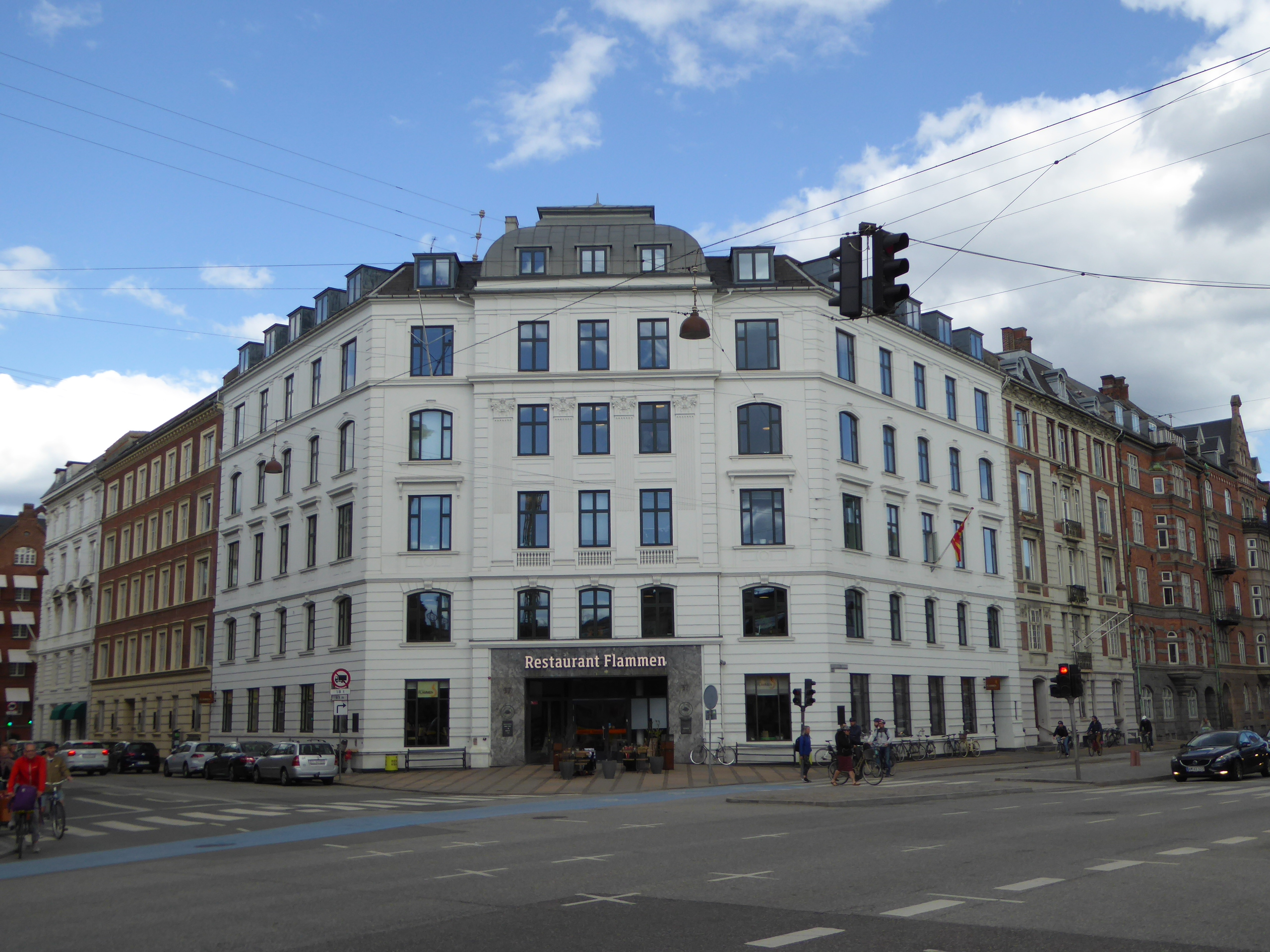
Ambassade à Copenhague.
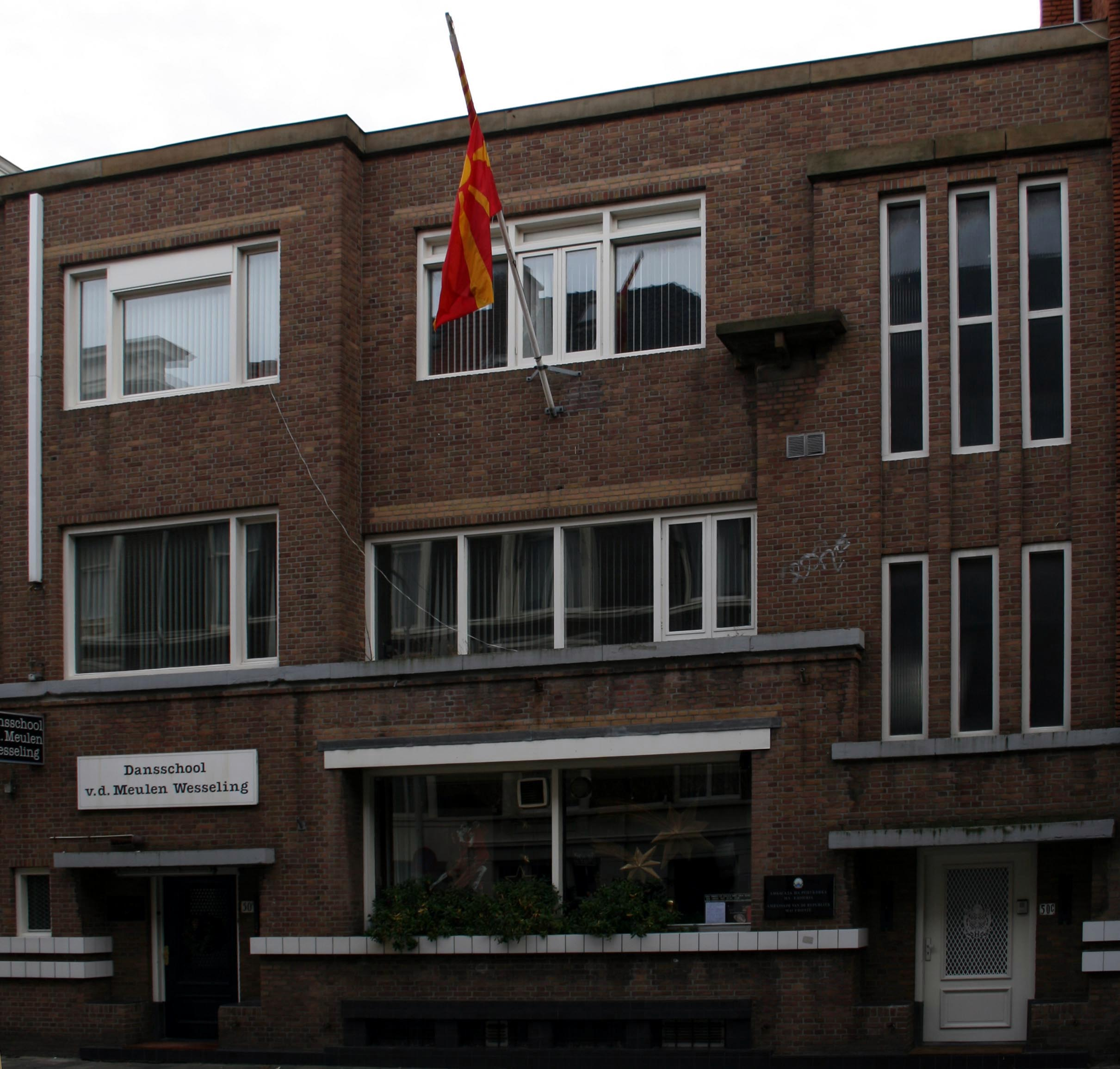
Ambassade à La Haye.
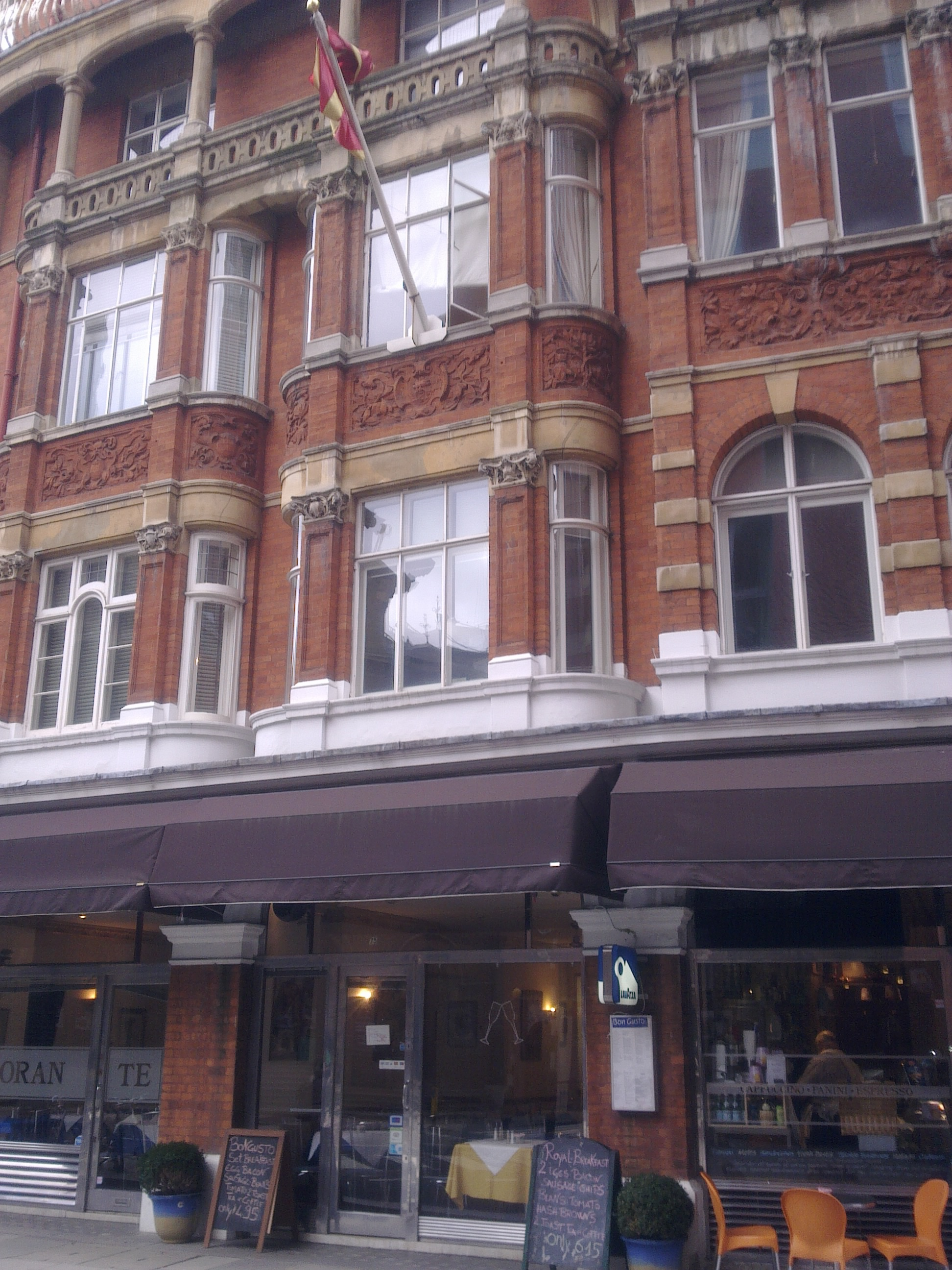
Ambassade à Londres.
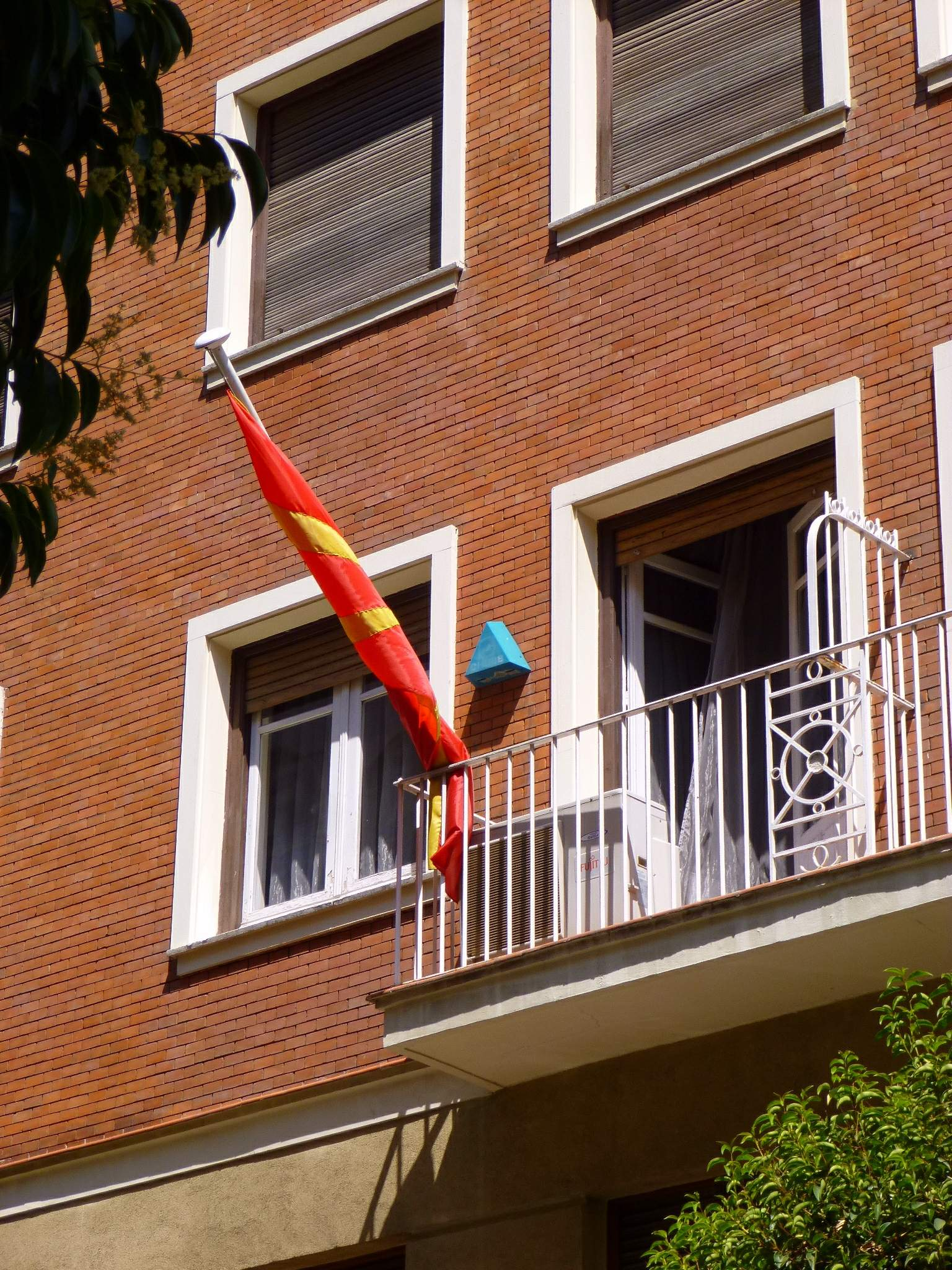
Ambassade à Madrid.
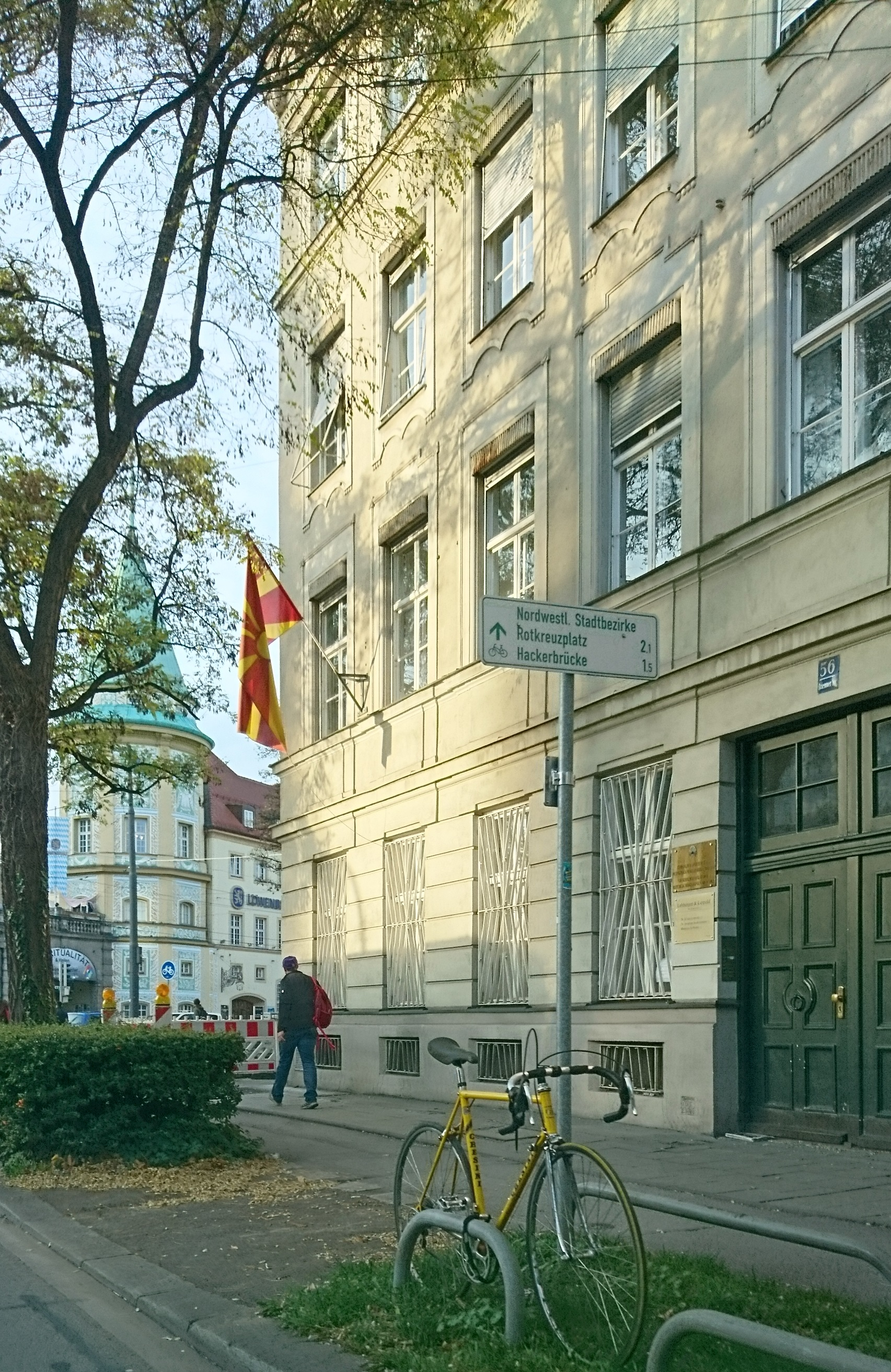
Consulat général à Munich.
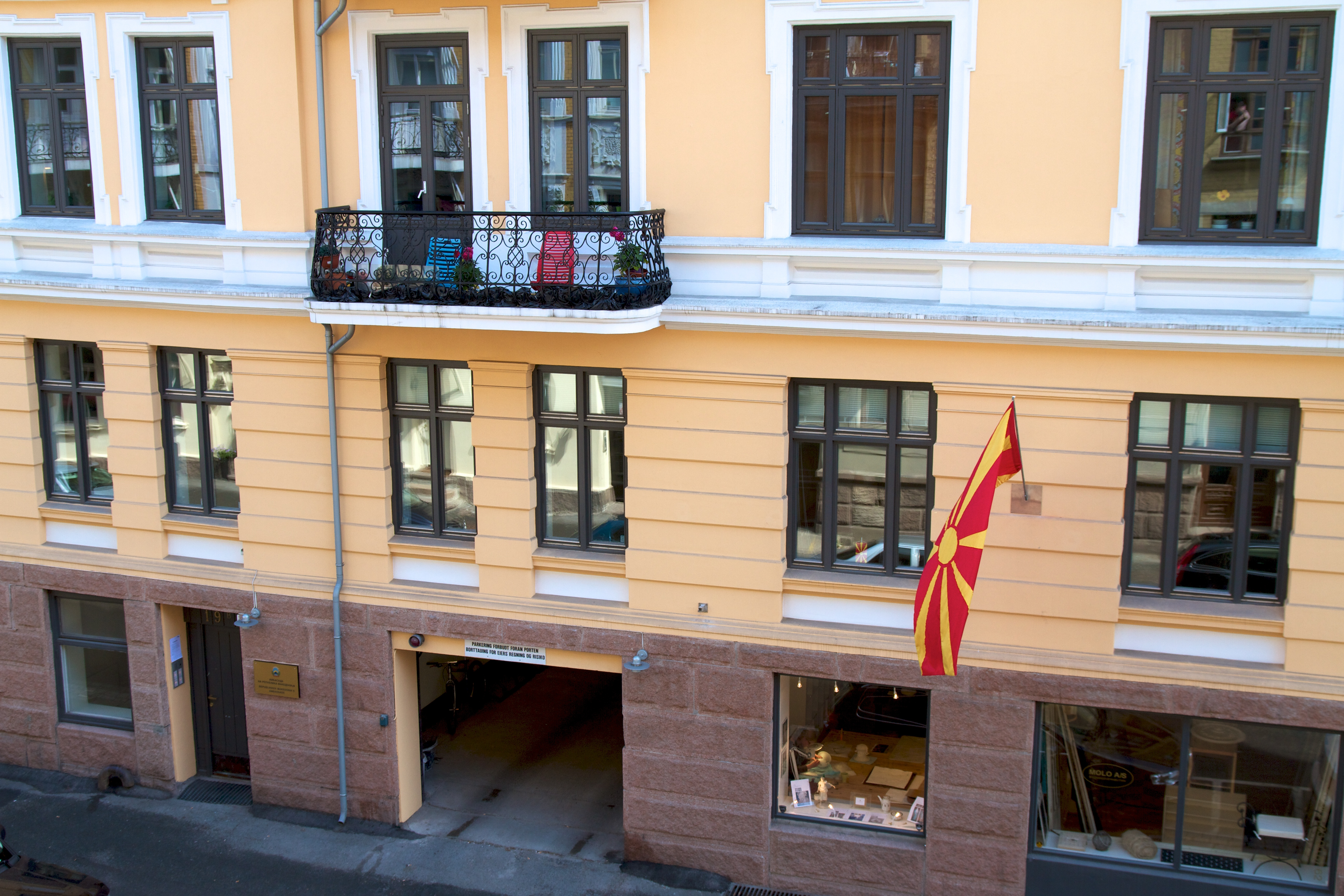
Ambassade à Oslo.
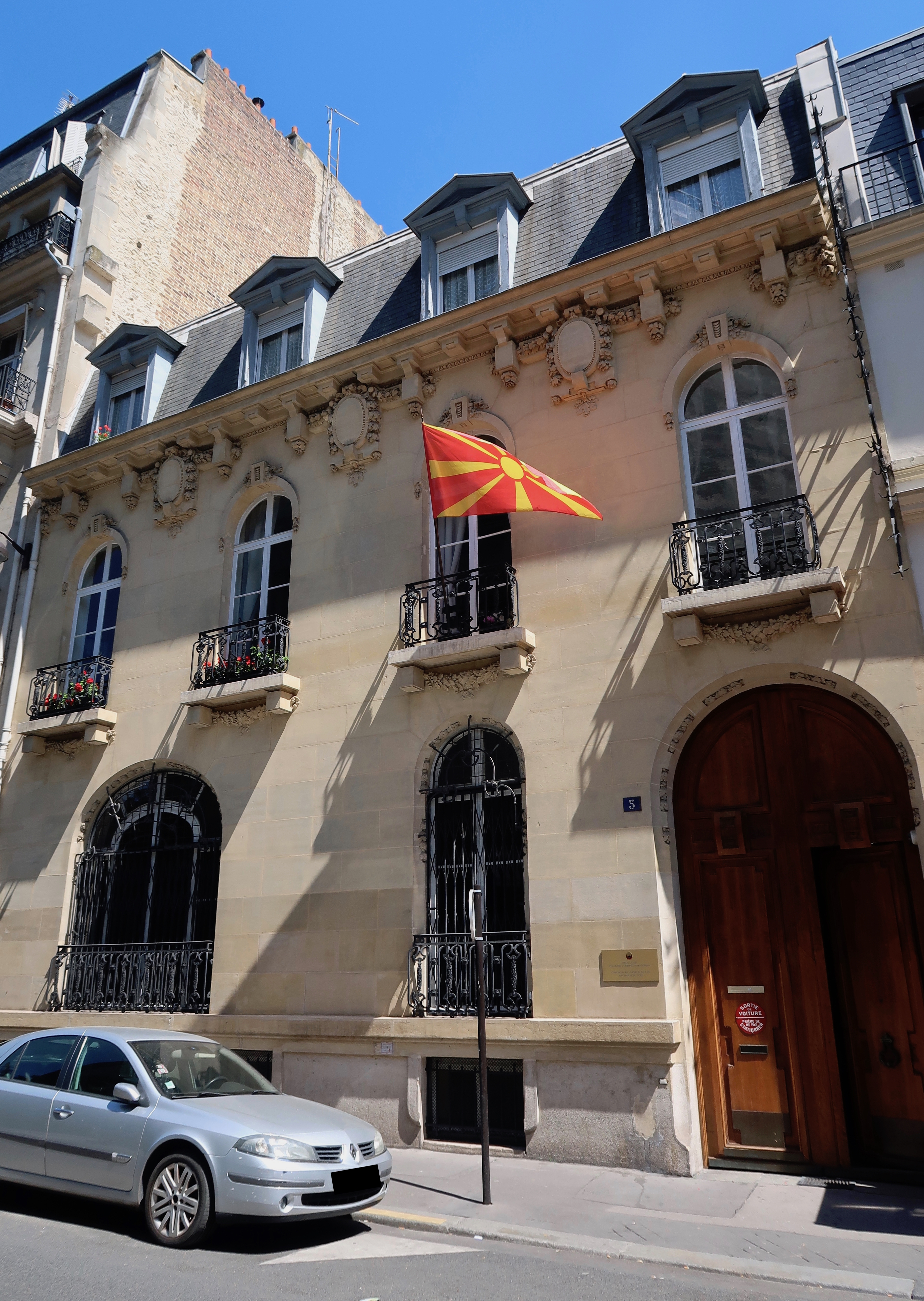
Ambassade à Paris.
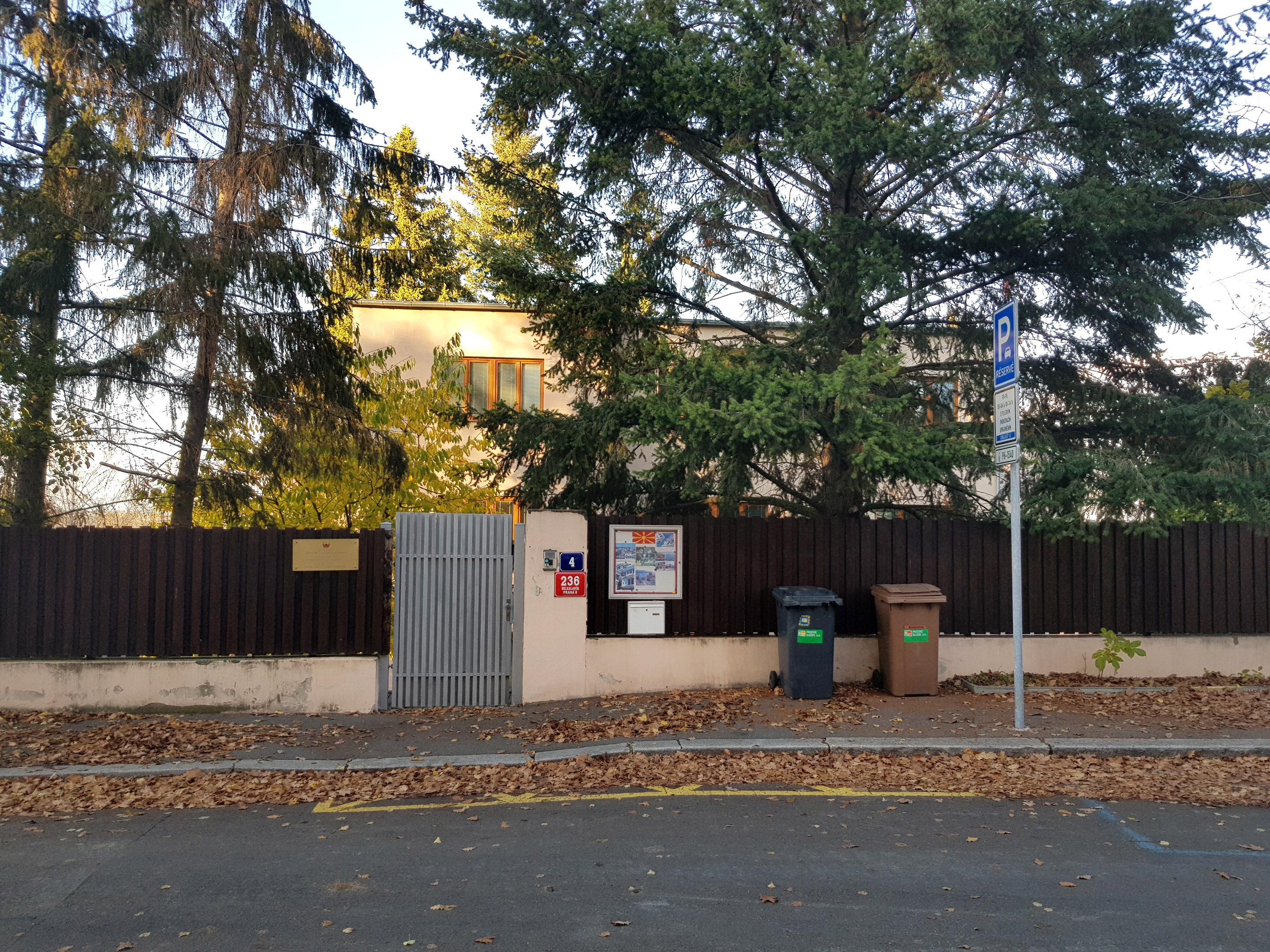
Ambassade à Prague.
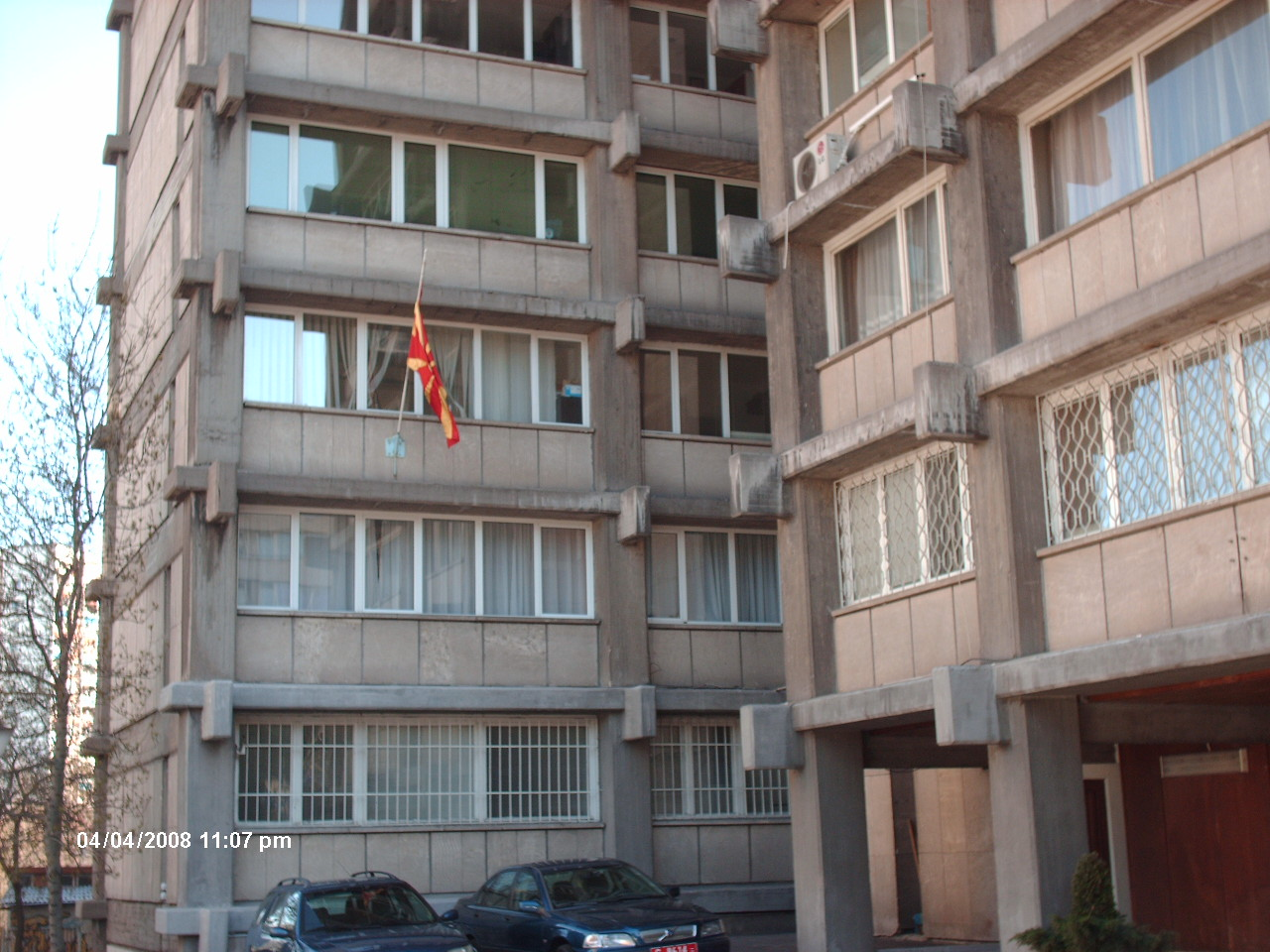
Ambassade à Sofia.
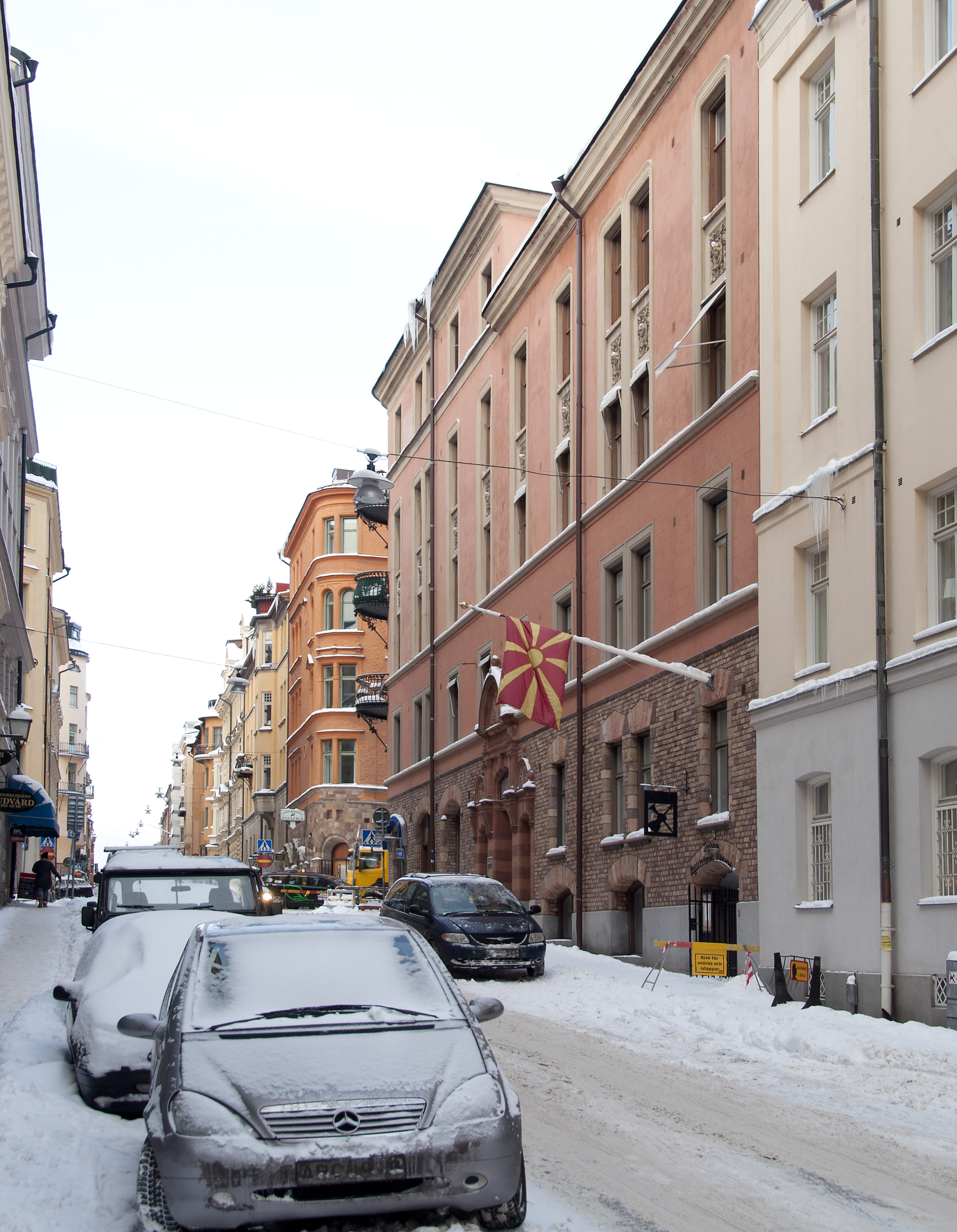
Ambassade à Stockholm.
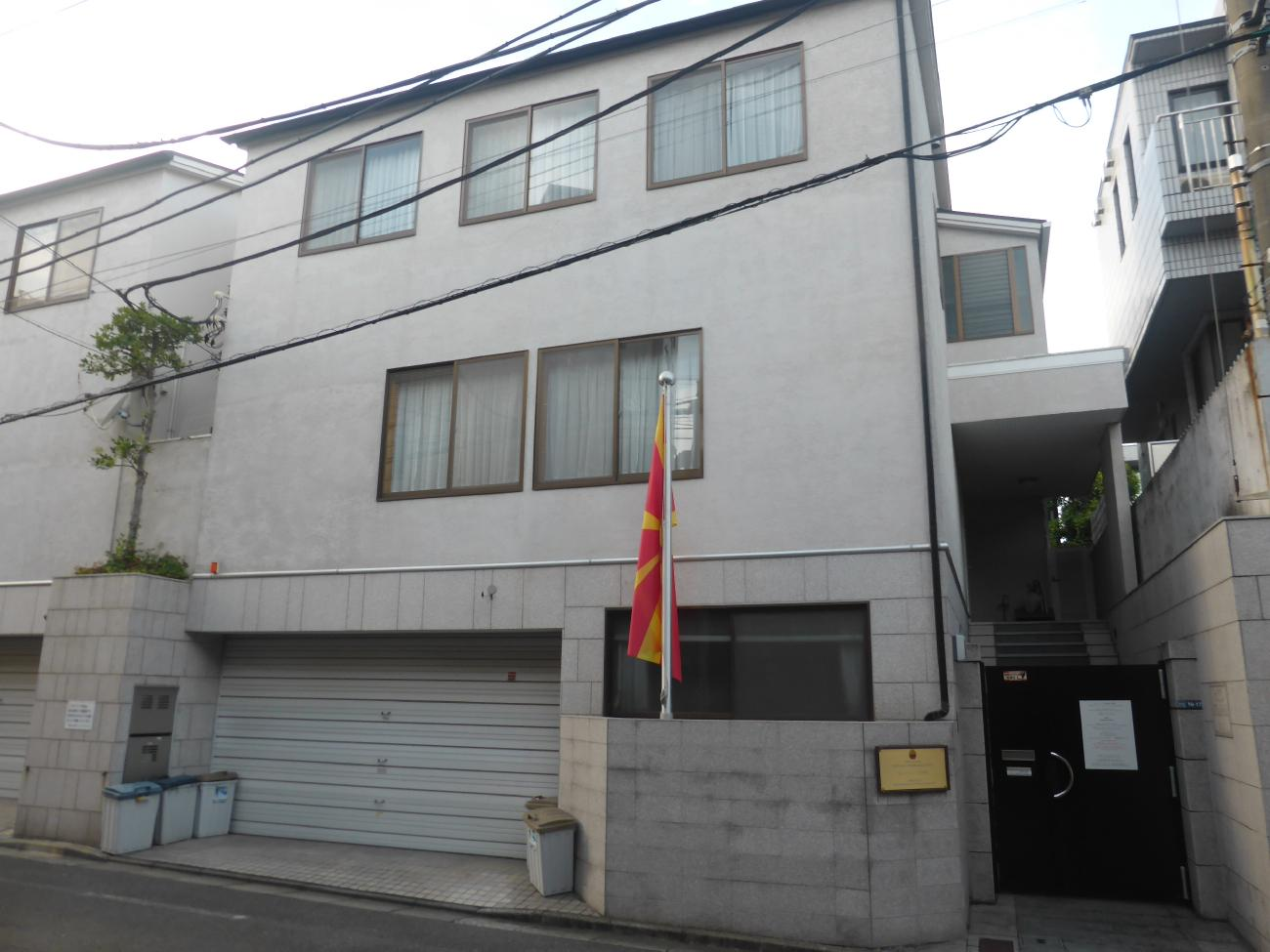
Ambassade à Tokyo.
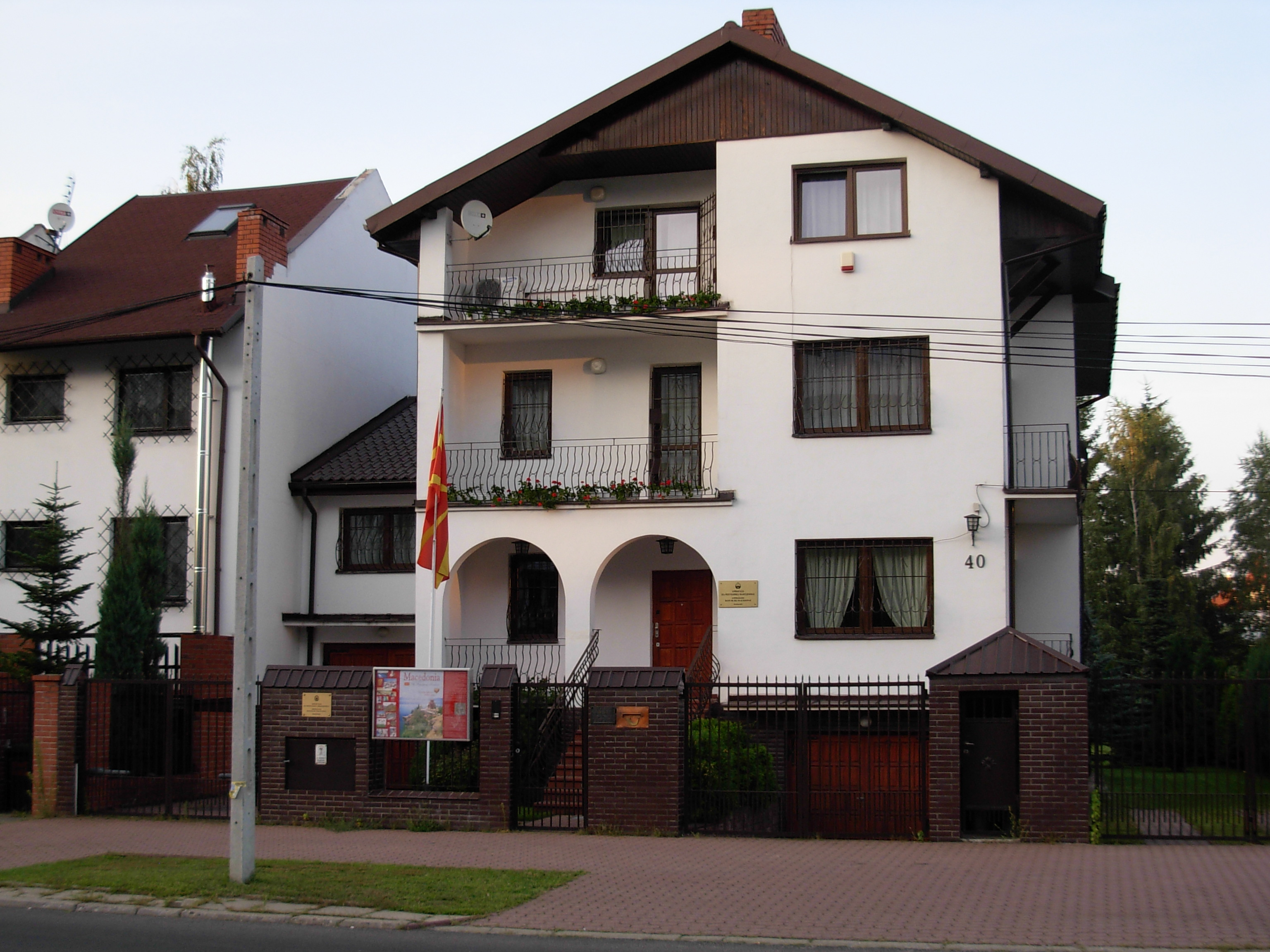
Ambassade à Varsovie.
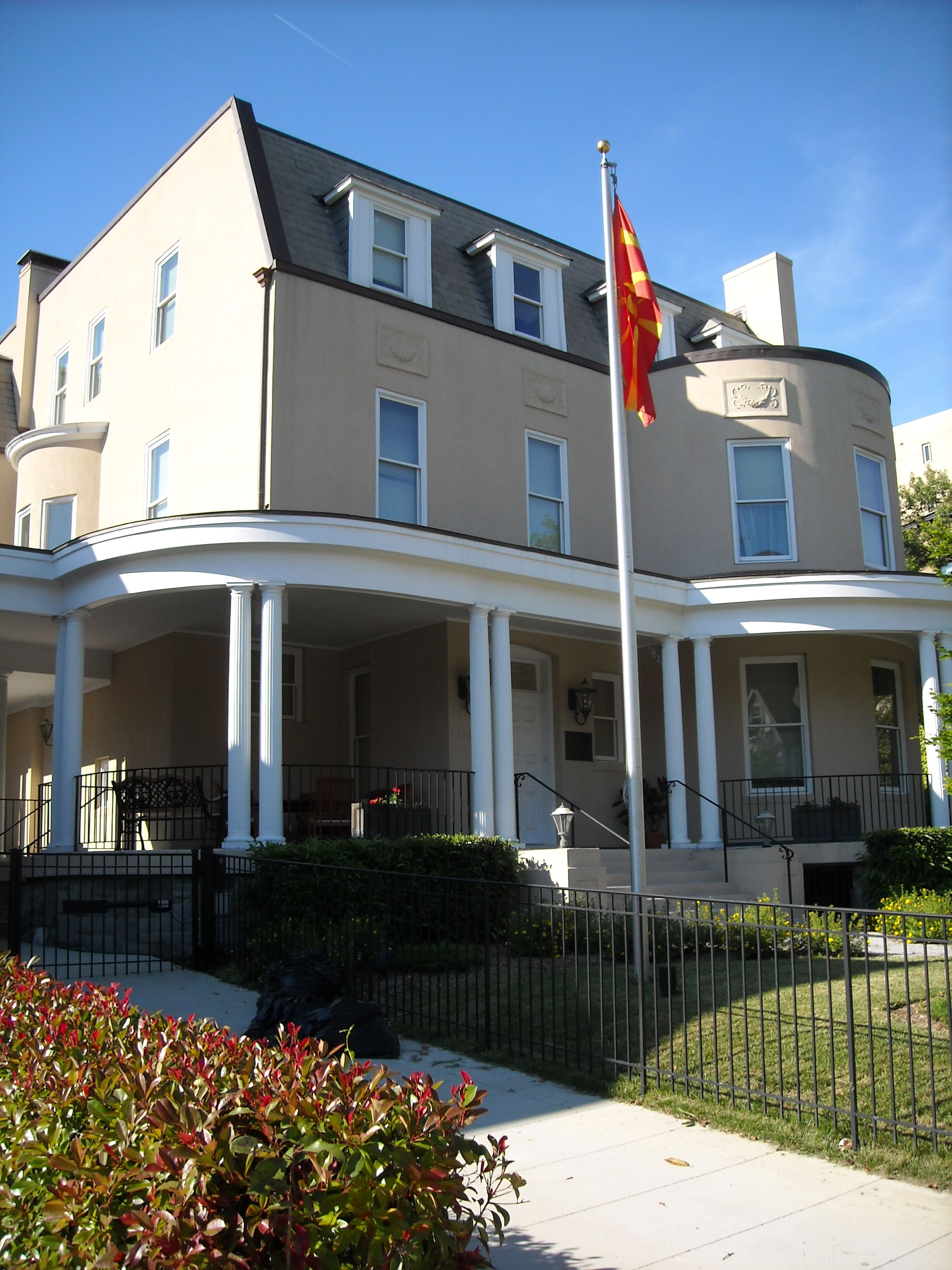
Ambassade à Washington.